# Crkva sv. Marka evanđelista u Marčanu
Župna crkva sv. Marka smještena je na uzdignutom platou izvan naselja Marčan. Crkva se spominje u popisu župa iz 1334. godine, a današnja građevina potječe iz 1808. godine i izgrađena je na temeljima srednjovjekovne crkve. Današnja crkva zato obiluje spolijama, među kojima je najznačajniji nalaz baze i kapitela te dijela službe s početka 13. stoljeća. Današnja crkva je jednobrodna građevina, s tornjem na zapadnoj strani, iza današnjeg svetišta, sa sakristijom prigrađenom na južnom pročelju te sa monumentalnim kasnobaroknim ulaznim pročeljem. Sjeverno od crkve je župni dvor, prostrana jednokatnica, koja se spominje kao zidana građevina od 17. st.

## Zaštita
Pod oznakom Z-4548 zavedeno je kao nepokretno kulturno dobro - pojedinačno, pravna statusa zaštićena kulturnog dobra, klasificirano kao "sakralni kompleks".